# C.S. Forester
Cecil Scott "C.S." Forester er et forfatterpseudonym for Cecil Louis Troughton Smith (født 27. august 1899 i Kairo, Ægypten, død 2. april 1966 i Fullerton, Californien) var en britisk forfatter, mest kendt for sine bøger om Horatio Hornblower.

## Biografi
Forester boede i Kairo til ham var tre år da han flyttede til London med sin mor. Hans far fortsatte at undervise i Ægypten. Forester læste medicin, men sluttede så og arbejdede som journalist på The Times.
Da han var 27 år, skrev han sin første novelle som hed A Pawn Among Kings og handlede om Napoleonskrigene. Han skrev også manuskripter til Captain Blood, en piratfilm med Errol Flynn, samt romanen Afrikas Dronning, som så blev filmatiseret. Han skrev også Fregatten Delaware og de elleve bøger om Horatio Hornblower 1937-1966.